# "Still Life" (American Concert 1981)
"Still Life" (American Concert 1981) er et livealbum fra The Rolling Stones udgivet i 1982. Indspilningerne forgik under deres amerikanske tour i 1981 og blev udgivet før deres europæiske tour i 1982 den sommer. 
Albummets covernummer af The Miracles sang "Going to a Go-Go" blev et top 30 hit i England og USA, mens den efterfølgende single "Time Is on My Side" kun nåede de nederste hitlister i England.
 Still Life (American Concert 1981) var en succes og blev nummer 4. i England og 5. i USA, hvor den solgte platin. Men den blev ikke modtaget godt af anmelderne, som mente, at den ikke var hvad man kunne forvente af et The Rolling Stones-album. 
Til stor ærgrelse for The Rolling Stones fans blev næsten halvdelen af optagelsen i Hampton Coliseumv til sangen "Just My Imagination (Running Away with Me)" redigeret væk til udgivelsen.

## Spor
- Alle sangene er skrevet af Mick Jagger og Keith Richard udtaget hvor andet er påført.

1. Intro: "Take the A Train" (Billy Strayhorn) – 0:27 
  -  Studie optagelse af Duke Ellington og hans orkester.
2. "Under My Thumb" – 4:18
3. "Let's Spend the Night Together" – 3:51
4. "Shattered" – 4:11
5. "Twenty Flight Rock" (Eddie Cochran/Ned Fairchild) – 1:48
6. "Going to a Go-Go" (William Robinson/Marvin Tarplin/William Moore/Robert Rogers) – 3:21
7. "Let Me Go" – 3:37
8. "Time Is on My Side" (Norman Meade) – 3:39
9. "Just My Imagination (Running Away with Me)" (Norman Whitfield/Barrett Strong) – 5:23
10. "Start Me Up" – 4:21
11. "(I Can't Get No) Satisfaction" – 4:24
12. "Outro: Star Spangled Banner" (Trad. Arr. Jimi Hendrix) – 0:48 
  -  Live optagelse på Woodstock Festival af Jimi Hendrix den 18. august 1969.

## Musikere
- Mick Jagger – Sang, Mundharmonika
- Keith Richards – Guitar, kor
- Ronnie Wood – Guitar
- Bill Wyman – Bass
- Charlie Watts – Trommer
- Ian Stewart – Klaver
- Ernie Watts – Saxofon